# クラウド秋山道場
クラウド秋山道場（クラウドあきやまどうじょう）は、東京都渋谷区広尾に所在した総合格闘技のジム。代表者は秋山成勲。

## 概要
2009年9月1日、チーム・クラウドを主宰していた秋山成勲がオープン。道場名の「クラウド」は秋山の座右の銘「自由」から、「自由」=「雲」(Cloud)という発想から名付けられた。
柔道場、リングの他にケージ（八金網）が設置されていた。柔道、総合格闘技のコース以外に、ヨガコースや加圧式トレーニングのコースもあった。また、子供を対象とした無料の柔道教室も行っていた。
開館からおよそ2年後の2011年4月末で閉鎖。

## 主な所属選手
- 秋山成勲
- 金原泰義
- 森川修次
- 坂下裕介
- 一慶